# I Like It
«I Like It» (с англ. — «Мне нравится») — второй сингл испанского певца Энрике Иглесиаса из альбома «Euphoria», выпущенный 4 мая 2010 года на лейбле «Universal». Были записаны две версии песни — сольная и ремикс вместе с Питбулем. Сольная версия станет саундтреком к реалити-шоу на MTV «Jersey Shore».

## Список композиций
1. «I Like It» (Оригинальная версия) — 3:14
2. «I Like It» (Ремикс с Питбулем) — 3:52

## Выпуск
| Страна         | Дата          | Формат              | Лейбл     |
| -------------- | ------------- | ------------------- | --------- |
| США            | 4 мая, 2010   | цифровое скачивание | Universal |
| США            | 18 мая, 2010  | Top 40              | Universal |
| Великобритания | 28 июня, 2010 | CD-сингл            | Universal |

## Хит-парады
В России песня дебютировала на 85-м месте, и за 6 недель поднялась на 28-е место. В США песня дебютировала на 89-м месте, и поднялась на 55.
| Страна (2010)                 | Лучший результата |
| ----------------------------- | ----------------- |
| Австралия (Танцевальный чарт) | 1                 |
| Австралия (Национальный чарт) | 2                 |
| Бельгия                       | 3                 |
| Канада                        | 20                |
| Дания                         | 13                |
| Финляндия                     | 8                 |
| Россия                        | 10                |
| Словакия                      | 4                 |
| Испания                       | 6                 |
| США Billboard Hot 100         | 8                 |
| США Mainstream Top 40         | 15                |
| США Hot Latin Songs           | 24                |